# Joint Sigint Cyber Unit

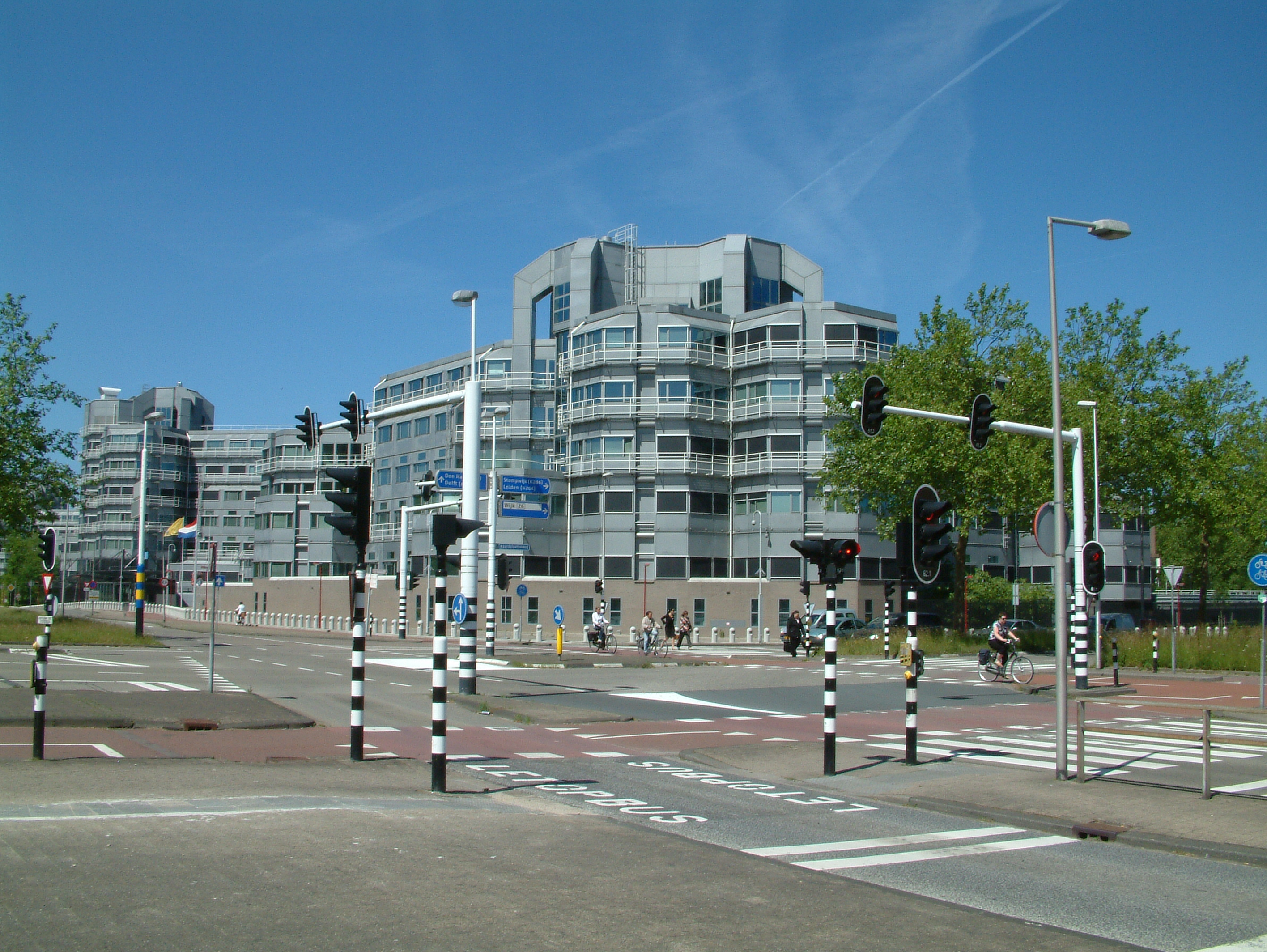
Zentrale der AIVD in Zoetermeer, worin sich auch das leitende Büro der JSCU befindet

Die Joint Sigint Cyber Unit (JSCU) ist eine von den niederländischen Geheimdiensten AIVD und MIVD gemeinsam betriebene Organisation, die für das Abhören von Funk- und Satellitenkommunikation (Sigint) zum Zwecke der geheimdienstlichen Auswertung zuständig ist. Die JSCU nahm am 15. Juni 2014 ihren Betrieb auf und löste die 2002 eingerichtete Nationale Signals Intelligence Organisatie (NSO) ab.

## Organisation
Seit Ende 2012 wurde die Einrichtung der JSCU von einem gemeinsamen Team des AIVD und MIVD unter dem Namen Project Symbolon vorbereitet.
Die Joint Sigint Cyber Unit wird von einem Vorstand geleitet, dem mindestens der Generaldirektor von AVID, der Direktor von MIVD und der Leiter der JSCU angehören. Für Angelegenheiten, die über die eigentliche Arbeit der Einheit hinausgehen, gibt es den Verwaltungsrat der JSCU, dem die Generalsekretäre der Ministerie van Algemene Zaken, des Innenministeriums und des Verteidigungsministeriums angehören.
Der Hauptsitz der JSCU befindet sich mit seinen 350 Beschäftigten im AIVD-Gebäude in Zoetermeer. Weitere Mitarbeiter befinden sich bei dem MIVD in Den Haag. Für die 100 bis 150 Personen des MIVD, die für die JSCU im AIVD-Gebäude arbeiten, forderte das AIVD erneut eine Sicherheitsuntersuchung (vergleichbar Sicherheitsüberprüfung in Deutschland). Das MIVD akzeptierte dies, aber die fraglichen Soldaten, die oft bereits Zugang zur höchsten Geheimhaltungsstufe hatten, fühlten sich durch den Verdacht des AIVD so beleidigt, dass sie rechtliche Schritte forderten.
Die JSCU verfügt über Kapazitäten für Computer Network Operations (CNO).
Diese bestehen aus den drei Bereichen:
- Computer and Network Defense (CND)
- Computer and Network Investigation (CNI)
- Computer and Network Exploitation (CNE)

Alle JSCU-Cyber-Operationen werden von einer Arbeitsgruppe durchgeführt, die aus ungefähr 80 bis 100 Personen besteht. Diese Einheit umfasst Teams für Abfangaktivitäten, Computer Network Defense (CND) und Computer Network Attack (CNA). Das CNA-Team besteht aus Hackern, die feindliche Computernetzwerke offensiv angreifen dürfen. Die Anzahl der Hacker stieg von fünf im Jahr 2014 auf fünfzig im Jahr 2019, während die Gesamtzahl der JSCU-Mitarbeiter in diesem Jahr auf 700 stieg. In Bezug auf die Hacking-Fähigkeiten sollen sie zu den Top 5 der Welt gehören.

## Rechtliche Rahmenbedingungen
Als gemeinsamer Bestandteil von AIVD und MIVD fallen die Aktivitäten der JSCU unter das Gesetz über die Nachrichten- und Sicherheitsdienste 2017 (Wiv 2017). Beide Dienste haben in den vertraglichen Vereinbarungen über die Joint Sigint Cyber Unit vom 3. Juli 2014 festgelegt, welche Aufgaben und Befugnisse von der JSCU wahrgenommen werden können.

### Aufgaben
Basierend auf diesen Vereinbarungen hat die JSCU die folgenden Aufgaben:
- Erfassung elektronischer Daten, einschließlich des Abhörens der Kommunikation mit technischen Mitteln
- Diese Daten zugänglich und durchsuchbar machen und miteinander verknüpfen
- (Unterstützung bei der) Analyse der Daten und Untersuchung auf Cyber-Bedrohungen und „sprachliche Befähigungen“ („taalcapaciteit“)
- Bereitstellung von Abhör- und Cyber-Techniken, falls erforderlich, vor Ort in oder in der Nähe von Einsatzgebieten
- Innovation und Wissensentwicklung in diesen Bereichen, um rechtzeitig auf technologische Entwicklungen reagieren zu können

### Befugnisse
Auf der Grundlage des Vertrages kann die JSCU die folgenden besonderen Befugnisse zur Erfüllung ihrer Aufgaben ausüben:
- Observieren und Verfolgung von Personen (Art. 20 Wiv 2002)
- Sammeln von Informationen unter einem Deckmantel (Art. 21 Wiv 2002)
- Eindringen in Computer vermittels Hackerangriffen (Art. 24 Wiv 2002)
- gezieltes Abschöpfen von Kommunikationsinhalten durch Anzapfen von Telefonen und Internetleitungen (Art. 25 Wiv 2002)
- ungezieltes Abschöpfen von Satelliten- und Funkverkehr von oder in andere Länder (Art. 26 & 27 Wiv 2002)
- Anfordern von Benutzerdaten von Telekommunikationsunternehmen (Art. 28 & 29 Wiv 2002)

Um diese Befugnisse ausüben zu können, haben die Mitarbeiter Zugang zu allen Orten, die beispielsweise zur Bereitstellung (Installation) von „Beobachtungs- und Registrierungsmitteln“ erforderlich sind (Art. 30 Wiv 2002).
Besondere Befugnisse, wie die Durchsuchung von nicht zugänglichen Orten oder verborgenen Objekten, die Untersuchung von Gegenständen zur Identifizierung von Personen (Art. 22 Wiv) sowie das Öffnen von Post (Art. 23 Wiv) sind nicht Bestandteil der Aufgaben der JSCU.

## Arbeit
Die Erschließung des Funk- und Satellitenverkehrs wurde bisher von der National Signals Intelligence Organization (NSO) durchgeführt, die seit 2002 ebenfalls im Auftrag und unter der Verantwortung des AIVD und des MIVD tätig war und 2014 in der JSCU aufging.
Im Januar 2018 wurde bekannt, dass das CNA-Team der JSCU seit Sommer 2014 das Netzwerk der russischen Hacker-Gruppe Cosy Bear, auch als APT29 bezeichnet, infiltrieren und somit beobachten konnte, wie diese Gruppe versuchte, in die Computersysteme der Demokratischen Partei der USA, des US-amerikanischen Außenministeriums und des Weißen Hauses einzudringen. Diese Informationen wurden daraufhin an die US-Geheimdienste CIA und die NSA weitergegeben, die auf diese Weise Beweise für den russischen Einfluss auf die Präsidentschaftswahl in den Vereinigten Staaten 2016 erhielten.

## Abhörstationen
Um die drahtlose Kommunikation abzufangen, verfügt die JSCU über drei Überwachungsstationen: Burum in Westfriesland zum Abfangen des Satellitenverkehrs und Eibergen in der Provinz Gelderland zum Abfangen des Hochfrequenzfunkverkehrs. Eine dritte, jetzt geschlossene Funküberwachungsstation befand sich seit 1968 in Eemnes (Provinz Utrecht). Das NSO verfügte auch über Personal und Ausrüstung an Standorten im Ausland.

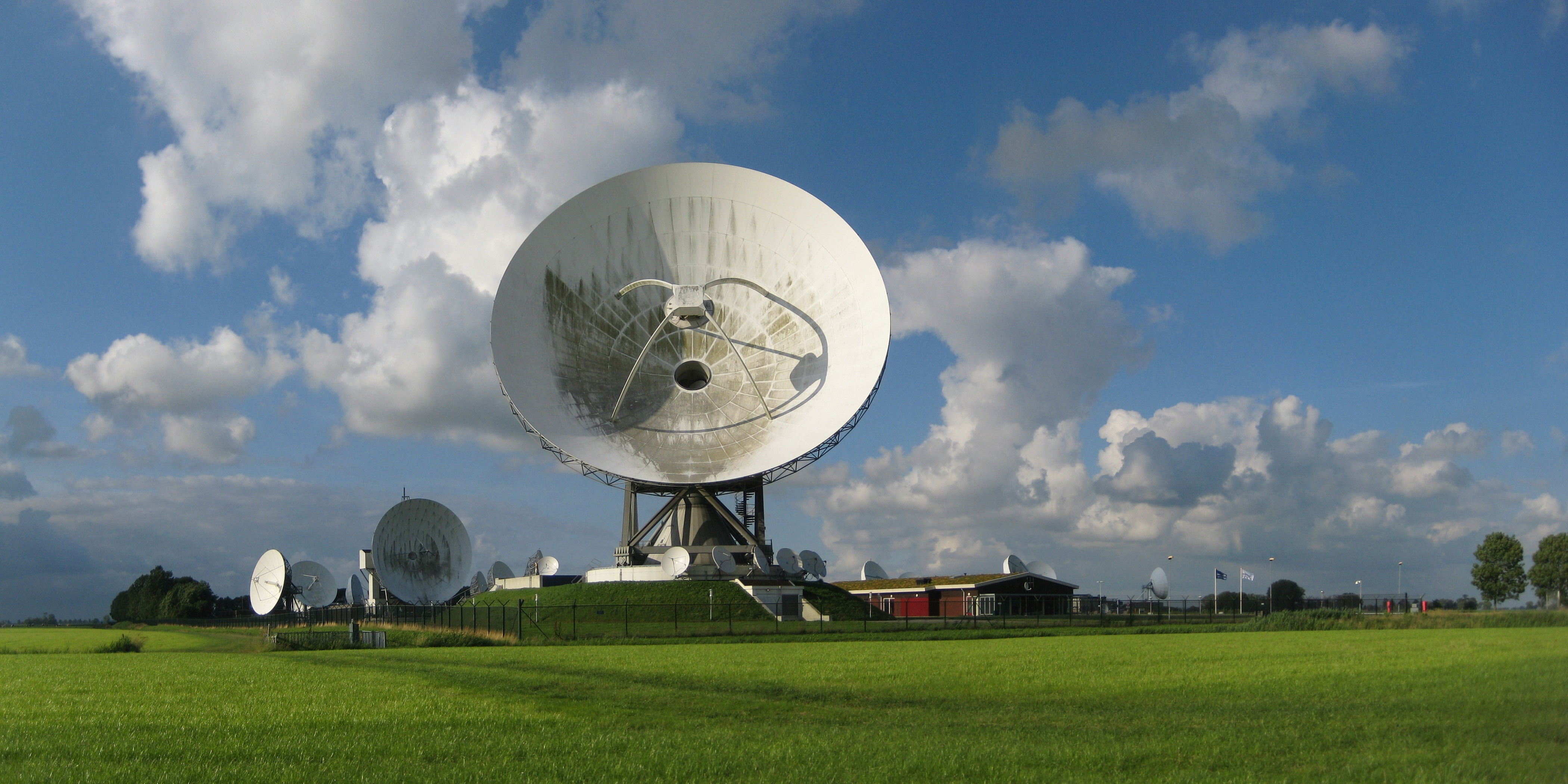
JSCU-Bodenstation innerhalb It Grutte Ear nahe Burum (2012)

### Bodenstation Burum
Die Abhörstation für die Satellitenkommunikation befindet sich (zurzeit noch) in Burum in Friesland und wurde am 6. September 2005 in Betrieb genommen. Diese Station war der Nachfolger der ehemaligen Bodenstation im nahen Zoutkamp, wo seit Ende der 1970er Jahre zwei Satellitenschüsseln standen, um die kommerziellen Satelliten von Intelsat abzuhören. Nach Einwänden der Anwohner beschloss das Verteidigungsministerium, diese Satelliten-Bodenstation nicht zu erweitern und nahm sie am 1. Januar 2008 außer Betrieb.
Man fand auf dem Gelände der 1973 errichteten Satellitensendestation It Grutte Ear nordwestlich von Burum einen neuen Platz. 2005 wurde mit dem Bau einer neuen und größeren NSO-Bodenstation begonnen (offizieller Name: Satelliet Grondstation Burum, abgekürzt: SGS NSO) mit zwei großen 18-Meter-Satellitenschüsseln, neun kleineren Schüsseln mit je 11 Meter Durchmesser, vier sogenannten „Waffeleisen“ mit einem Durchmesser von vier Metern und den dazugehörigen Gebäuden. Sieben Anlagen fangen die Kommunikation über Intelsat-Satelliten ab und acht kommunizieren über Inmarsat-Satelliten. Die neue Bodenstation wurde ab Ende 2006 schrittweise in Betrieb genommen.

### Bodenstation Eibergen
Eine zweite Überwachungsstation der JSCU befindet sich an der Militärbasis Kamp Holterhoek bei Eibergen im Achterhoek, wo seit 1967 das Verbindungsbataillon 898 die Telekommunikation des ehemaligen Ostblocks überwachte. 1998 fusionierte dieses Bataillon mit der Verbindungsgruppe 1 der Koninklijke Luchtmacht Alphen und einem Teil des Marine Inlichtingendienst (das technische Informationsverarbeitungszentrum) aus Eemnes zum neuen Operationeel Verbindings-Inlichtingen Centrum (OVIC), das in Eibergen gegründet wurde.
1997 wollte das Verteidigungsministerium auf dem Gelände von Kamp Holterhoek drei 95 Meter hohe Masten und drei weitere, je 75 Meter hohe, Masten auf dem Gelände platzieren zwischen denen Antennendrähte in kuppelförmiger Form gespannt waren. Zur Erleichterung der Anwohner schienen 2003 vier kreisförmige Bereiche mit zusammen 12 Stabantennen von 15 Metern Höhe ausreichend zu sein.
Seit 2007 wurde hier der Hochfrequenzfunkverkehr abgefangen, mit dem beispielsweise die Kommunikation von Militärregimen auf der ganzen Welt überwacht werden kann. Berichten zufolge arbeiten Dutzende von Spezialisten im Verwervingscentrum (Auswertungszentrum) Eibergen (VC Eibergen), welche sich hauptsächlich mit der Interpretation der abgefangenen Informationen befassen.

### Triangulationsanlage Eemnes
Im Osten des Dorfes Eemnes befindet sich die Radioempfangsstation der Koninklijke Marine. Dies wurde vom Geheimdienst der Marine (MARID) und später vom Militaire Inlichtingendienst (MID) bzw. Militaire Inlichtingen- en Veiligheidsdienst (MIVD) verwaltet. Die Station wurde seit 2006 von der NSO verwaltet und seit 2014 von der JSCU. Hinter dem Gelände befindet sich ein kreisförmiges Antennenfeld, das aus zwölf Masten besteht. Dieses wird für Zwecke der automatisierten Triangulation verwendet (siehe auch Funkpeilung).

## Auswertungssysteme
Über die Systeme, mit denen die JSCU anschließend die vom Funk- und Satellitenverkehr abgefangenen Daten verarbeitet, sind folgende Informationen bekannt:
Im Jahr 2009 startete das MIVD eine erste Version eines neuen Informationsverarbeitungssystems, mit dem unter anderem Informationen aus Millionen von Dokumenten innerhalb von 30 Millisekunden gefunden werden konnten. Später sollten auch „Expertentreffen, Formen der Zusammenarbeit, Kettenansätze und die Verknüpfung strukturierter und unstrukturierter Informationen“ möglich sein. Laut den Jahresberichten kaufte der Dienst in den Jahren 2010 und 2011 ein neues „SIGINT-Produktionsunterstützungssystem“, von dem die erste Version 2013 und weitere Versionen 2014 verfügbar sein würden.
Die Überwachung erlaubte im Prinzip nur das Abfangen von nicht kabelgebundener Kommunikation, da zum Zeitpunkt der Ausarbeitung dieses Gesetzes der gesamte internationale Verkehr gleichzeitig über drahtlose Verbindungen erfolgte. Heute führen die meisten Verbindungen über Erd- und Unterwasserkabel, die jedoch viel schwieriger zugänglich sind. Im Jahr 2011 sprach der Kontrollausschuss für die Nachrichten- und Sicherheitsdienste (CTIVD) der niederländischen Regierung eine Empfehlung aus, in der er unter anderem dazu riet, zu untersuchen, ob die Dienste eine breitere Befugnis zum Abfangen von Telekommunikation über Kabel erhalten sollten. Das entsprechende Gesetz aus dem Jahr 2002 sei „etwas veraltet“. Daraufhin verlangte die Zweite Kammer der Generalstaaten, das Unterhaus des Parlaments, eine Evaluierung. Mit diesem Auftrag wurde im Februar 2013 die unabhängige Dessens-Kommission gegründet, benannt nach einem leitenden Direktor des niederländischen Justizministeriums Dr. C.W.M. Dessens, die am 2. Dezember desselben Jahres ihren Bericht vorlegte. Die Kommission empfahl, künftig auch das ungezielte Abhören und Aufzeichnen leitungsgebundener Telekommunikation zu erlauben.
Noch bevor die Untersuchung der Dessens-Kommission veröffentlicht wurde, wurde im November 2013 bekannt gegeben, dass das Verteidigungsministerium bereits bei der israelischen Firma NICE Systems Geräte im Wert von 17 Millionen Euro bestellt hatte, um auch kabelgebundenen Telefon- und Internetverkehr in großem Umfang zu empfangen und zu verarbeiten. Unter dem Namen Projekt Argo II sollten diese Geräte ab 2014 verwendet werden, um „Informationen von Kommunikationswegen geheimdienstlich zu verwerten“, sagte Innenminister Plasterk. In den Medien wurde spekuliert, dass die niederländischen Dienste mit dem Kauf von Argo II den Zugang zur Kabelkommunikation ermöglichen wollten, was nach geltendem Recht noch nicht zulässig war. Das Verteidigungsministerium schrieb daraufhin auf seiner Website, dass Argo II selbst keine Daten abfangen oder sammeln kann und dass das System derzeit nur zur Verarbeitung des über den Äther empfangenen Internetverkehrs verwendet würde.
Im Jahresbericht 2012 gab die AIVD an, dass sie offenbar parallel zum MIVD-Projekt ein System entwickelt habe, mit dem große Datenmengen aus SIGINT und anderen Quellen sehr schnell gespeichert und durchsucht werden können. Das AIVD hat auch Anwendungen entwickelt, um diese „Bulk Data“ (rohe Datenmengen) zu analysieren und spezifische Entwicklungen in Statistiken und Berichte fließen zu lassen.

## Frequenzkonflikte mit 5G
Der Standard für die private mobile Datenübertragung (mobiles Internet) 5G ist der Nachfolger des noch aktuellen 4G-Standards (Stand 2020). Die neue Technik in bestehenden und zusätzlich Mobilfunkmasten ermöglicht einen schnelleren Datenaustausch mit Mobilgeräten der neuesten Generation. Auf Smartphones können Videos schneller gestreamt und Fotos schneller heruntergeladen werden. Das geplante 5G-Netzwerk wird eine viel größere Kapazität und Bandbreite haben. Dies sollte sicherstellen, dass mehr Geräte gleichzeitig an dieselbe Antenne angeschlossen werden können, sodass z. B. die Anbindung an stark frequentierten Orten wie Flughäfen oder bei Veranstaltungen stabiler bleibt.
Eines der für 5G in den Niederlanden erforderlichen Frequenzbänder ist das 3400–3800-GHz-Band. Es liegt jedoch im 3400–4200 GHz C-Band, das der internationalen Satellitenkommunikation zugeordnet ist. Dieser Mikrowellenfrequenzbereich wurde jahrelang von verschiedenen Geheimdiensten genutzt, darunter die JSCU-Einrichtung in Burum. Verschiedene Studien haben jedoch gezeigt, dass die Verwendung der 5G-Netze die verwendeten Abhöreinrichtungen stark beeinträchtigt.

## Trivia
Der Roman In het hol van de Cozy Bear, der bislang nur in englischer Übersetzung 2018 als In the Lair of the Cosy Bear veröffentlicht wurde, handelt von der Infiltration der russischen Hacker-Gruppe durch das Netzwerk Cosy Bear vom Computer-Network-Attack-Team (CNA) der JSCU. Es wurde von F.W.A. van Nispen tot Pannerden mit einem amerikanischen Verbindungsoffizier an der JSCU (Autorenname: T.H.E. Hill) aus der Ich-Perspektive geschrieben.